# Veregildo
Veregildo (em latim: Veregildum, -us; em germânico: wergild, wilgild, weregild, wirigild, widrigild; de geld — preço — e wehre — defesa) ou guidrigildo (guidrigild) foi um valor dado a cada pessoa e pedaço de propriedade. Caso a propriedade fosse roubada, ou alguém fosse ferido ou morto, o culpado devia pagar o veregildo como restituição à família da vítima ou ao dono da propriedade. Foi proposto que as diferenças de grafia do termo podiam representar diferentes significados, porém, as leis nas quais há uso do termo não permitem inferir isso.